# Епархия Сан-Карлос-де-Анкуда
Епархия Сан-Карлос-де-Анкуда (лат. Dioecesis Sancti Caroli Ancudiae) — епархия Римско-Католической церкви с центром в городе Анкуд, Чили. Епархия Сан-Карлос-де-Анкуда распространяет свою юрисдикцию на территорию провинций Чилоэ и Палена. Епархия Сан-Карлос-де-Анкуда входит в митрополию Пуэрто-Монта. Кафедральным собором епархии Сан-Карлос-де-Анкуда является церковь Пресвятой Девы Марии.

## История
1 июля 1840 года Римский папа Григорий XVI издал буллу Ubi primum, которой учредил епархию Сан-Карлос-де-Анкуда, выделив её из архиепархии Консепсьона.
14 июня 1910 года, 1 апреля 1939 года и 17 февраля 1940 года епархия Сан-Карлос-де-Анкуда передала часть своей территории для возведения новых миссии Sui iuris Вальдивии (сегодня — Епархия Вальдивии), епархии Пуэрто-Монта (сегодня — архиепархия) и апостольской префектуры Айсена (сегодня — Апостольский викариат Айсена).
10 мая 1963 года епархия Сан-Карлос-де-Анкуда вошла в митрополию Пуэрто-Монта.
В 2000 году многие католические храмы, находящиеся на острове Чилоэ и принадлежащие епархии Сан-Карлос-де-Анкуда, были объявлены памятниками Всемирного наследия ЮНЕСКО.

## Ординарии епархии
- епископ Justo Donoso Vivanco (3.07.1848 — 19.03.1853), назначен епископом Ла-Серены
- епископ Vicente Gabriel Tocornal Velasco (10.03.1853 — 11.11.1857)
- епископ Juan Francisco de Paula Solar Mery (20.03.1857 — 21.04.1882)
- епископ Agustín Lucero Lazcano (11.12.1886 — 3.12.1897)
- епископ Ramón Ángel Jara Ruz (28.04.1898 — 31.08.1909), назначен епископом Ла-Серены
- епископ Pedro Armengol Valenzuela Poblete (30.06.1910 — 16.12.1916)
- епископ Luis Antonio Castro Álvarez (21.02.1918 — 23.10.1924)
- епископ Abraham Aguilera Bravo (24.10.1924 — 30.04.1933)
- епископ Ramón Munita Eyzaguirre (22.01.1934 — 29.04.1939), назначен епископом Пуэрто-Монта
- епископ Hernán Frías Hurtado (28.03.1940 — 13.01.1945), назначен епископом Антофагасты
- епископ Cándido Rada Senosiáin (9.06.1945 — 22.12.1949)
- епископ Osvaldo Salinas Fuenzalida (3.08.1950 — 15.06.1958), назначен епископом Линареса
- епископ Alejandro Durán Moreira (17.04.1959 — 31.03.1966), назначен епископом Санта-Мария-де-Лос-Анхелеса
- епископ Sergio Otoniel Contreras Navia (21.11.1966 — 25.01.1974)
- епископ Juan Luis Ysern de Arce (13.03.1974 — 15.09.2005)
- епископ Juan Maria Florindo Agurto Muñoz (15.09.2005 — по настоящее время)

## Источник
- Annuario Pontificio, Libreria Editrice Vaticana, Città del Vaticano, 2003, ISBN 88-209-7422-3